# Кольцо из Мавро-Спелио
Кольцо из Мавро-Спелио — золотой перстень, найден в гробнице IX некрополя Мавро-Спелио (греч. «чёрная пещера») возле Кносса и опубликован Эдгаром Джоном Форсдайком (1883—1979).
Раскопки гробницы, состоящей из зала и четырёх помещений, велись в 1926/1927 годах и увенчались, среди прочего, открытием двух артефактов: золотого кольца (KN Zf 13) и серебряной заколки (KN Zf 31). Оба артефакта примечательны тем, что содержат надписи Линейным письмом А, однако начертание символов немного различное. На щитке перстня нанесены 19 знаков (5 групп), расположены они спирально, в три витка. Чтение слева направо, от края к центру. На заколке нанесены 10 групп знаков.
Кольцо из Мавро Спелио часто упоминают в связи с другим известным артефактом — Фестским диском. Их сближает спиралевидность надписи, однако системы письма разные: если надпись на кольце выполнена известным по многочисленным табличкам Линейным письмом А, то письменность Фестского диска остаётся практически уникальной. Спираль закручивается одинаково (по часовой стрелке от края к центру), но знаки при этом ориентированы по-разному: если на кольце они пишутся над внутренним витком, то на диске — над внешним. Таким образом, знаки кольца и диска перевёрнуты по отношению друг к другу.
Предназначение кольца до конца не ясно. Форсдайк считал, что оно выполняло функцию «печатки, возможно талисмана». Жан-Пьер Оливье полагал, что оно надевалось на палец, но кольцо было обнаружено не на кости фаланги пальца, а среди нескольких золотых бусин, возможно из ожерелья.